# Alice Seeley Harris
Alice Seeley Harris(24. maj 1870 i Frome i Somerset - 24. november 1970) var en missionær (baptist), reformven og politisk aktivist fra Storbritannien, som virkede i Fristaten Congo i Afrika. Hun var gift med sir John Hobbis Harris, missionær og liberal politiker. Sammen med sin mand agiterede hun mod slaveri.

## Familie
Allice Seeley fødtes 1870 i Frome i Somerset. Hun giftede sig med John Harris den 6. maj 1898. De fik to sønner og to døtre.

## Kongostaten
I 1898 rejste hun med sin mand til Fristaten Congo i Afrika for at missionere. Vel fremme opdagede de den brutale behandling, mord og forslavning af de indfødte. Ansvarlige for ugerningerne var belgiske agenter, som søgte at udvinde gummi og skaffe sig elfenben.
Hun afslørede blandt andet den belgiske kong Leopolds brutale styre i Congo, som i 15 år havde kostet 10 millioner congolesernes liv. Afsløringen kom i maj 1904 i form af det fotografi, hun tog af en congolesisk mand, Nsala, som på billedet ser på sin datters afhuggede hænder od fødder. Med billeder i hundredvis og beretninger fra befolkningen om mord og mishandel skete der en påvirkning af verdensopinionen og sattes pres på Leopolds gummiudvinding i Kongo. Billederne offentliggjordes i aviser over hele verden og rystede mange læsere, blandt andre Mark Twain som senere tilsluttede sig Kongos reformforbund (Congo Reform Association, CRA) for at arbejde imod overgrebene. Han forfattede blandt andet pamfletten King Leopold's Soliloquy. Kampagnen mod grumhederne i landet tvang kong Leopold til at overdrage landet og gummihandelen til den belgiske stat.